# Chilenische Guave
Die Chilenische Guave (Ugni molinae, Syn.: Myrtus ugni Mol., Eugenia ugni (Mol.) Hooker & Arnott, Ugni poeppigii O. Berg, Ugni philippii O. Berg; Ugni ugni (Mol.) Macloskie, Ugni myrtus Macloskie) ist eine Pflanzenart aus der Familie der Myrtengewächse (Myrtaceae). In der Mapuche-Sprache wird sie Uñi und im Spanischen Murta oder Murtilla genannt. Sie ist nur entfernt mit den Guaven verwandt.

## Beschreibung
Die Chilenische Guave ist ein immergrüner Strauch, der Wuchshöhen von 1 bis 2 Meter erreicht. Die kreuzgegenständig angeordneten, einfachen und kurz gestielten, spitzen oder bespitzten Laubblätter sind oberseits glänzend dunkelgrün, mit deutlich eingesunkener Mittelader. Sie sondern einen würzigen Geruch ab, wenn man sie zerreibt. Die dickledrige und ganzrandige, fast kahle, ei- bis lanzettförmig bis elliptische Blattspreite ist 1,4 bis 3,6 cm lang und 0,8 bis 2 cm breit. Der Blattrand ist oft knapp umgebogen. Der kurze, leicht rinnige und fast kahle Blattstiel ist bis 4 mm lang. Die Nervatur ist gefiedert mit schwachen, undeutlichen Seitenadern.
Unter den Blüten stehen zwei kleine, schmale Hochblätter. Die Blüten erscheinen achselständig im Spätfrühling (in Chile Ende November). Die hängenden, zwittrigen, kleinen, vier- bis fünfzähligen und langstieligen Blüten sind mit doppelter Blütenhülle. Es ist ein becherförmiger, grünlicher bis rötlicher, fast kahler Blütenbecher ausgebildet. Die grünlichen bis rötlichen, freien und fast kahlen Kelchblätter sind zurückgelegten und schmal-dreieckig. Die weißen bis zart purpurfarbenen und dachigen, rundlichen, 5 bis 8 mm großen, freien Kronblätter sind glockenförmig angeordnet. Es sind 40 bis 60 kurze, 2 bis 4 mm lange Staubblätter vorhanden. Der konische Griffel mit kleiner, kopfiger Narbe ist 4 bis 5 mm lang, der dreikammerige Fruchtknoten ist unterständig. Es ist ein kahler Diskus vorhanden.
Die Fülle der Blüten und der Nektarreichtum locken große Mengen Bienen an, die als Hauptbestäuber fungieren.
Die kleinen, fast kugeligen und vielsamigen, glatten Beerenfrüchte (Scheinfrucht) weisen einen Durchmesser von 7 bis 15 mm auf und reifen Mitte des Sommers dunkelrot bis purpurfarben ab. Die Kelchblätter verbleiben an der nicht „ganz geschlossenen“ Fruchtspitze mit Diskusresten wie bei der Mispel. Die Samen haben einen Durchmesser von 1,5 bis 2 mm. Zur Überwindung der Dormanz müssen die Samen eine Nass-Kaltphase durchmachen (Stratifikation), die Keimung erfolgt epigäisch.
Die Chromosomenzahl beträgt 2n = 22.

## Verbreitung
Ihr natürliches Vorkommen hat diese Art im südlichen Chile (VI bis X Region) und in angrenzenden argentinischen Gebieten. Sie wird als Obst- und Ziergehölz u. a. in Großbritannien, Australien (Tasmanien) und Neuseeland angepflanzt.

## Verwendung

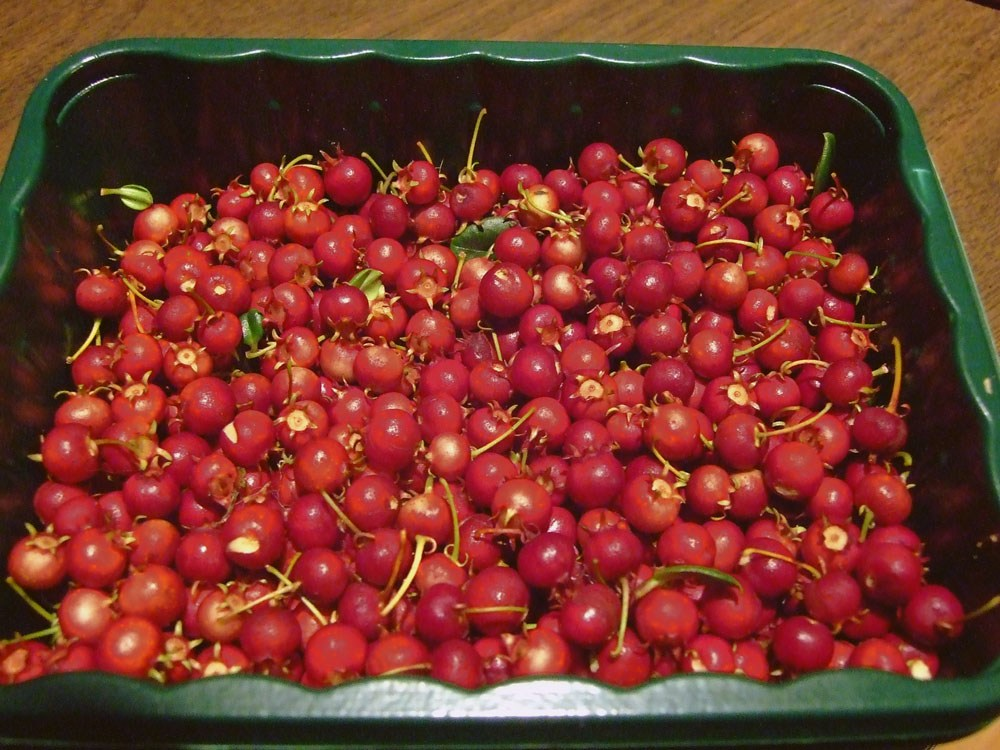
Früchte der Chilenischen Guave

Die kulinarische Verwendung der Früchte ist ursprünglich auf den Süden Chiles beschränkt. Dort werden die Früchte mit Aguardiente (einer Spirituose) aufgesetzt, zu Marmelade gekocht oder mit Quitten zu einem Dessert bereitet. Der Geschmack der Früchte erinnert mehr oder weniger an Quitte oder Walderdbeere.
Die Chilenische Guave wurde 1844 durch den Botaniker und Pflanzensammler William Lobb in England eingeführt und dort seitdem auch als Obst und Zierstrauch angepflanzt. Sie wird in Neuseeland und Tasmanien als Obst angebaut und als „New Zealand cranberry“ bzw. „Tazziberry“ vermarktet, was in Chile zur Besorgnis Anlass gibt, dass die Art patentrechtlich geschützt wird und es zur Biopiraterie seitens australischer und neuseeländischer Agrarkonzerne kommt. Es liegen aber wohl keine Patente vor, lediglich der Markenname Tazzyberry ist markenrechtlich geschützt.